# Правительство Йоргоса Папандреу

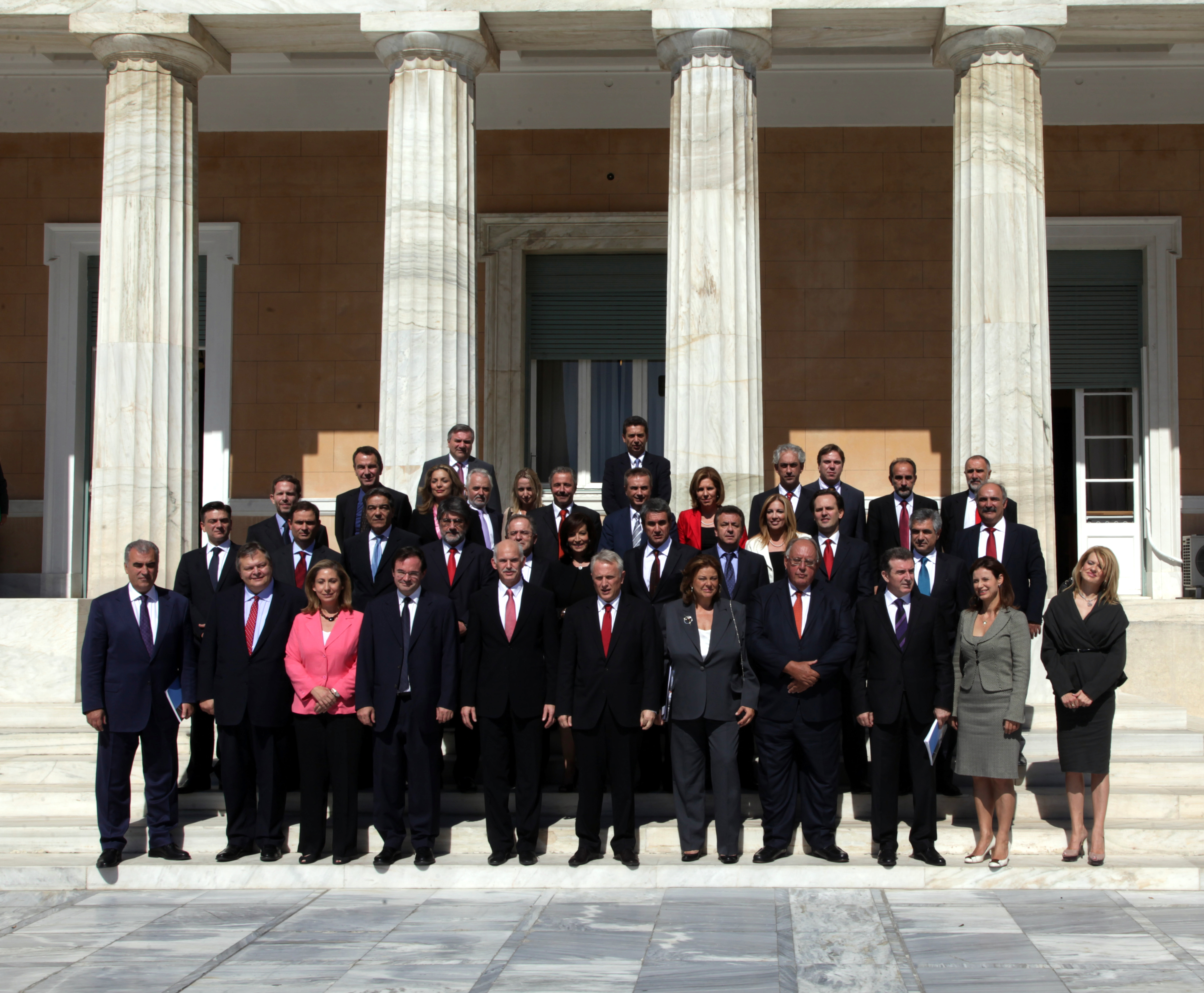
Кабинет Йоргоса Папандреу

Правительство Йоргоса Папандреу (греч. Κυβέρνηση Γεωργίου Α. Παπανδρέου) было сформировано 7 октября 2009 года. После проведения досрочных парламентских выборов 4 октября 2009 года премьер-министром Греции стал лидер победившей партии ПАСОК Йоргос Папандреу. Сменило второй кабинет Костаса Караманлиса. 11 ноября 2011 года заменено правительством Лукаса Пападимоса.

## Правительство Йоргоса Папандреу
Новый Кабинет министров сформирован 7 октября 2009 года, он стал меньше предыдущего за счет следующих изменений в регламенте:
- премьер-министр Йоргос Папандреу одновременно занял пост министра иностранных дел Греции;
- ликвидированы Министерство по делам Македонии и Фракии, а также Министерство торгового флота и островной политики;
- Министерство транспорта и связи объединены с сектором общественных работ в составе Министерства охраны окружающей среды, землеустройства и общественных работ; однако, из последнего выделилось Министерство по делам охраны окружающей среды, энергетики и изменений климата.
- все силовые структуры (Греческая полиция, Греческая береговая охрана, пожарная служба) объединены под началом Министерства общественного порядка.
- объединены Министерства культуры и Министерство туризма в единое Министерство культуры и туризма.

7 сентября 2010 года Йоргос Папандреу провел масштабные перестановки в правительстве страны. В тот же день новое правительство привел к присяге председатель синода Элладской православной церкви архиепископ Иероним II в присутствии президента страны Каролоса Папульяса и премьер-министра Йоргоса Папандреу. Состав правительства расширен с 36 до 48 человек, 17 из которых занимают должности министров. Расширение состава правительства произошло за счет введения новых должностей заместителей министра. Новые назначения:
- министром экономики и конкуренции Греции стал Михалис Хрисохоидис, который предварительно возглавлял министерство общественного порядка.
- Лука Кацели, бывший министр экономики, назначена министром труда. Предшественник Кацели на этом посту Андреас Ловердос стал министром здравоохранения.
- министром общественного порядка назначен Христос Папуцис .

Йоргос Папандреу сложил полномочия министра иностранных дел, назначил Димитриса Друцаса.
Структурные изменения:
- вновь образовано министерство торгового флота[4].

## Кабинет от 17 июня 2011
15 июня 2011 Йоргос Папандреу объявил о намерении осуществить очередные кадровые перестановки в правительстве, несмотря на тотальное недовольство народа действиями правительства, которые привели к массовым протестам. Новый состав Кабинета министров был объявлен 17 июня и получил поддержку в Греческом парламенте 21 июня 2011.
| Министерство                                                                                    | Действующий министр      | Начало полномочий |
| ----------------------------------------------------------------------------------------------- | ------------------------ | ----------------- |
| Премьер-министр                                                                                 | Георгиос Папандреу       | 6 октября 2009    |
| Вице-премьер-министр                                                                            | Теодорос Пангалос        | 7 октября 2009    |
| Вице-премьер-министр и Министр финансов                                                         | Евангелос Венизелос      | 17 июня 2011      |
| Министр внутренних дел, децентрализации и электронного управления                               | Харис Кастанидис         | 17 июня 2011      |
| Министр административной реформы и электронного управления                                      | Димитрис Реппас          | 17 июня 2011      |
| Министр иностранных дел                                                                         | Ставрос Ламбринидис      | 17 июня 2011      |
| Министр национальной обороны                                                                    | Панайотис Беглитис       | 17 июня 2011      |
| Министр экономики и конкурентоспособности                                                       | Михалис Хрисохоидис      | 7 сентября 2010   |
| Министр охраны окружающей среды, энергетики и изменений климата                                 | Георгиос Папаконстантину | 17 июня 2011      |
| Министр по делам образования и религии                                                          | Анна Диамантопулу        | 7 октября 2009    |
| Министр инфраструктуры, транспорта и сетей                                                      | Яннис Рагусис            | 17 июня 2011      |
| Министр труда и социальной защиты                                                               | Георгиос Кутруманис      | 17 июня 2011      |
| Министр здравоохранения и социальной солидарности (медицинского обеспечения малоимущих граждан) | Андреас Ловердос         | 7 сентября 2010   |
| Министр по развитию сельских районов и продовольствия                                           | Костас Скандалидис       | 7 сентября 2010   |
| Министр юстиции, прозрачности и прав человека                                                   | Мильтиадис Папаиоанну    | 17 июня 2011      |
| Министр по защите граждан                                                                       | Христос Папуцис          | 7 сентября 2010   |
| Министр культуры и туризма                                                                      | Павлос Геруланос         | 7 октября 2009    |
| Государственный министр при премьер-министре и представитель правительства                      | Илиас Мосиалос           | 17 июня 2011      |

Правительственный комитет
Кроме того, основан Правительственный комитет (греч. Κυβερνητική Επιτροπή), в состав которого вошли руководители ведущих министерств:
- Димитрис Реппас
- Харис Кастанидис
- Евангелос Венизелос
- Михалис Хрисохоидис
- Георгиос Папаконстантину
- Анна Диамантопулу
- Яннис Рагусис
- Андреас Ловердос
- Костас Скандалидис
- Христос Папуцис